# Assassinato de Sylvia Likens
Sylvia Marie Likens (Lebanon, 3 de janeiro de 1949 - Indianápolis, 26 de outubro de 1965) foi uma adolescente americana que foi torturada e assassinada por sua cuidadora, Gertrude Baniszewski, muitos dos filhos de Baniszewski e vários de seus amigos da vizinhança. O abuso durou três meses, ocorrendo de forma gradual, antes de Likens morrer devido aos ferimentos graves e à desnutrição em 26 de outubro de 1965, em Indianápolis, Indiana.
Likens foi cada vez mais atormentada, negligenciada, menosprezada, sexualmente humilhada, espancada, forçada a passar fome, dilacerada, queimada e desidratada por seus algozes. A autópsia mostrou 150 ferimentos por todo o corpo da menina, incluindo diversas queimaduras, marcas de escaldadura e pele erodida. Por meio de intimidação, sua irmã mais nova, Jenny, era ocasionalmente forçada a participar de seus maus-tratos. A causa oficial de sua morte foi determinada como homicídio causado por uma combinação de hematoma subdural e choque, complicado por desnutrição grave.
Gertrude Baniszewski; sua filha mais velha, Paula; seu filho, John; e dois jovens da vizinhança, Coy Hubbard e Richard Hobbs, foram todos julgados e condenados em maio de 1966 por negligenciar, torturar e assassinar Likens. No julgamento dos réus, o promotor adjunto Leroy New descreveu o caso como "o caso mais diabólico já levado a um tribunal ou júri" e o advogado de defesa de Gertrude, William C. Erbecker, descreveu Likens como tendo sido submetida a atos de "degradação que você não cometeria com um cachorro" antes de sua morte.
Após oito horas de deliberação, o júri considerou Gertrude Baniszewski culpada de homicídio de primeiro grau. Ela foi condenada à prisão perpétua, mas foi libertada em liberdade condicional em 1985. Paula foi considerada culpada de homicídio de segundo grau e foi libertada em 1972; Hobbs, Hubbard e John foram considerados culpados de homicídio culposo e cumpriram menos de dois anos no Reformatório de Indiana antes de receberem liberdade condicional em 27 de fevereiro de 1968. A tortura e o assassinato de Sylvia Likens são amplamente considerados pelos cidadãos de Indiana como o pior crime já cometido em seu estado e foram descritos por um investigador sênior do Departamento de Polícia de Indianápolis como o caso "mais sádico" que ele já investigou nos 35 anos em que serviu na Polícia de Indianápolis.

## Contexto

### Gertrude Baniszewski
Gertrude Nadine Baniszewski (née Van Fossan; 19 de setembro de 1928 - 16 de junho de 1990) nasceu em Indianápolis, Indiana, filha de Hugh Marcus Van Fossan Sr. e Molly Myrtle ( née Oakley), ambos originalmente de Illinois e descendentes de ingleses e holandeses. Baniszewski era a terceira de seis filhos e sua família era da classe trabalhadora. Em 5 de outubro de 1939, Baniszewski viu seu pai de 50 anos de idade morrer de um ataque cardíaco repentino. Seis anos depois, ela abandonou o ensino médio aos 16 anos para se casar com John Stephan Baniszewski (1926–2007), de 18 anos de idade, natural de Youngsville, Pensilvânia, e de ascendência polonesa, com quem teve quatro filhos. Embora John Baniszewski tivesse um temperamento volátil e ocasionalmente batesse na esposa, os dois permaneceram juntos por dez anos antes do primeiro divórcio. Após seu divórcio, Baniszewski se casou com um homem chamado Edward Guthrie. Este casamento durou apenas três meses antes do casal se divorciar. Pouco tempo depois, Baniszewski se casou novamente com seu primeiro marido, com quem teve mais dois filhos. O casal se divorciou pela segunda vez em 1963.
Semanas após seu terceiro divórcio, Baniszewski começou um relacionamento com um soldador de 20 anos de idade chamado Dennis Lee Wright, que também abusou dela fisicamente, com quem teve um filho, Dennis Lee Wright Jr. Pouco depois do nascimento de seu filho em maio de 1964, Wright abandonou Baniszewski. Pouco tempo depois, Baniszewski entrou com uma ação de paternidade contra Wright para obter apoio financeiro para o filho, mas Wright raramente contribuía.
Em 1965, Baniszewski morava sozinha com seus sete filhos: Paula (17), Stephanie (15), John (12), Marie (11), Shirley (10), James (8) e Dennis Lee Wright Jr. (1). Embora tivesse 36 anos de idade e 1,7 metro de altura, ela pesava apenas 45 quilos e era descrita como uma fumante inveterada "asmática abatida e abaixo do peso" que sofria de depressão clínica devido ao estresse de três casamentos fracassados, um relacionamento fracassado e um aborto espontâneo recente. Além dos cheques esporádicos que recebia do seu primeiro marido — um antigo policial de Indianápolis — de quem dependia principalmente financeiramente para sustentar os seus filhos, Baniszewski realizava ocasionalmente trabalhos para vizinhos e conhecidos, como costurar ou limpar, para ganhar algum dinheiro extra. Baniszewski residia em Indianápolis, na 3850 East New York Street, onde o aluguel mensal era de 55 dólares.

### Sylvia Likens
Sylvia Marie Likens (3 de janeiro de 1949 - 26 de outubro de 1965) era a terceira dos cinco filhos dos artistas itinerantes Lester Cecil Likens (1926–2013) e sua esposa, Elizabeth "Betty" Frances (nascida Grimes; 1927–1998). Sylvia nasceu entre dois pares de gêmeos fraternos — Daniel e Dianna (dois anos mais velhos que ela) e Benny e Jenny (um ano mais novos). Jenny Likens sofria de poliomielite, o que fazia com que uma de suas pernas ficasse mais fraca que a outra. Ela sofria de uma claudicação notável e tinha que usar um suporte de aço em uma perna.
O casamento de Lester e Elizabeth era instável; eles frequentemente vendiam doces, cervejas e refrigerantes em barracas de festivais em Indiana durante o verão, mudavam-se com frequência e enfrentavam regularmente graves dificuldades financeiras. Os filhos dos Likens viajavam regularmente com eles para ajudar no seu trabalho, mas Sylvia e Jenny foram desencorajadas de fazer o mesmo, por preocupação com a sua segurança e educação. Como resultado, ambas as irmãs ficavam frequentemente com os seus parentes, muitas vezes com a avó.
Na adolescência, Sylvia Likens ocasionalmente ganhava dinheiro trabalhando como babá, levando recados ou passando roupa para amigos e vizinhos, muitas vezes dando parte de seus ganhos para sua mãe. Ela era descrita como uma garota amigável, confiante e animada, com cabelos longos, ondulados e castanhos claros que se estendiam abaixo dos ombros e era conhecida como "Cookie" por seus amigos.

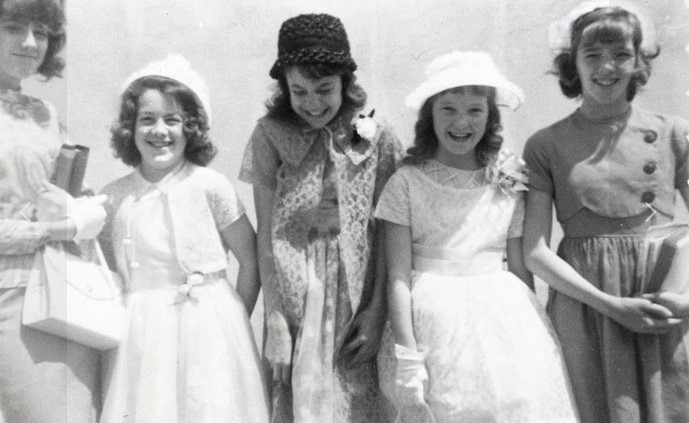
Sylvia (esquerda) e Jenny (direita), fotografadas com três amigas em Long Beach, Califórnia, no domingo de Páscoa de 1965.

Embora exuberante, Likens sempre mantinha a boca fechada ao sorrir devido à falta de um dente da frente, que ela havia perdido durante uma brincadeira de infância com um de seus irmãos. Ela também gostava de música, especialmente da banda The Beatles, e era notavelmente protetora de sua irmã mais nova, marcadamente mais tímida e insegura. Em várias ocasiões, as duas irmãs visitavam uma pista de patinação local, onde Sylvia ajudava Jenny a patinar segurando sua mão, enquanto Jenny patinava com seu pé saudável.

## Julho de 1965
Em junho de 1965, Sylvia e Jenny Likens residiam com os pais em Indianápolis. Em 3 de julho, a mãe deles foi detida e posteriormente presa por furto em loja. Pouco tempo depois, Lester Likens providenciou que suas filhas fossem hospedadas na casa de Gertrude Baniszewski, mãe de duas meninas que as irmãs conheceram recentemente enquanto estudavam na Arsenal Technical High School, Paula e Stephanie Baniszewski. Na época deste acordo de embarque, Gertrude garantiu a Lester que cuidaria de suas filhas até seu retorno como se fossem suas próprias filhas.
Pouco depois do feriado de 4 de julho, as irmãs se mudaram para 3850 East New York Street para que seu pai e, mais tarde, sua mãe viajassem para a Costa Leste, com o entendimento de que Gertrude receberia uma pensão semanal de 20 dólares para cuidar de suas filhas até que elas retornassem para buscar Sylvia e Jenny em novembro daquele ano.
Durante as primeiras semanas em que Sylvia e Jenny residiram na casa dos Baniszewski, as irmãs foram submetidas a muito pouco abuso. Likens cantava regularmente junto com Stephanie em discos pop e participava voluntariamente das tarefas domésticas na residência de Baniszewski. Ambas as meninas também frequentavam regularmente a escola dominical com as crianças Baniszewski, com o pastor elogiando a piedade de Sylvia.

## Abusos
Embora Lester tivesse concordado em pagar a Gertrude 20 dólares por semana em troca dos cuidados das suas filhas, após aproximadamente duas semanas, esses pagamentos não chegavam consistentemente nas datas pré-estabelecidas, chegando ocasionalmente com um ou dois dias de atraso. Em resposta, Gertrude começou a descontar a sua frustração nas irmãs, batendo em suas nádegas nuas com vários instrumentos, como um remo, fazendo declarações como: "Bem, eu cuidei de vocês duas, suas vadias, por uma semana, sem pagar nada!" Em uma ocasião, no final de agosto, ambas as meninas foram espancadas aproximadamente 15 vezes nas costas com o mesmo remo, depois que Paula acusou as irmãs de comerem muita comida em um jantar da igreja em que as crianças da casa haviam comparecido.
Em meados de agosto, Gertrude Baniszewski começou a concentrar seus abusos quase exclusivamente em Sylvia, com sua motivação principal provavelmente sendo o ciúme da juventude, aparência, respeitabilidade e potencial da garota. De acordo com depoimentos posteriores no julgamento, esse abuso foi inicialmente infligido a Sylvia, depois que ela e Jenny retornaram da Arsenal Technical High School para a residência de Baniszewski, bem como nos fins de semana. Este abuso inicial incluiu submeter Likens a espancamentos e fome, forçando-a a comer sobras ou comida estragada de latas de lixo. Em uma ocasião, Likens foi acusada de roubar doces que ela havia comprado.
Em outra ocasião, no final de agosto, Likens foi submetida a humilhação quando afirmou ter um namorado em Long Beach, que conheceu na primavera de 1965, quando sua família morava na Califórnia. Em resposta, Gertrude perguntou se Sylvia "já tinha feito alguma coisa com um garoto", ao que Likens — sem saber o que ela queria dizer — respondeu: "Acho que sim" e explicou que ela tinha ido patinar com garotos lá e que uma vez tinha ido com eles a um parque na praia. Continuando a conversa com Jenny e Stephanie, Sylvia mencionou que certa vez ficou deitada debaixo das cobertas com o namorado. Ao ouvir isso, Gertrude perguntou: "Por que você fez isso, Sylvia?" Likens respondeu: "Não sei", e deu de ombros. Vários dias depois, Gertrude voltou ao assunto com Likens, dizendo a ela: "Você certamente está ficando grande na barriga, Sylvia. Parece que você vai ter um bebê." Likens pensou que Gertrude estava brincando com ela e disse: "Sim, com certeza está ficando grande. Vou ter que fazer dieta."
Gertrude então disse a ela e às outras meninas da casa que sempre que elas "fizessem alguma coisa" com um menino, elas certamente teriam um bebê. Ela então chutou Likens nos genitais. Paula — ela própria grávida de três meses e também com ciúmes da aparência física de Likens — então participou do ataque a Likens; derrubando-a da cadeira e jogando-a no chão da cozinha, gritando: "Você não é digna de sentar em uma cadeira!"
Em outra ocasião, enquanto a família jantava, Gertrude, Paula e um garoto da vizinhança chamado Randy Gordon Lepper forçaram Likens a comer um cachorro-quente cheio de condimentos, incluindo mostarda, ketchup e temperos. Likens vomitou como resultado e mais tarde foi forçada a consumir o que havia regurgitado.
No que foi o único ato de retaliação de Likens, ela teria espalhado um boato na Arsenal Technical High School de que Stephanie e Paula Baniszewski eram prostitutas porque ela estava chateada com a família fazendo acusações semelhantes a ela.
Enquanto estava na escola, Stephanie ouviu de um garoto que Likens havia começado o boato sobre ela. Ao voltar para casa naquele dia, Stephanie questionou Likens sobre o boato e ela admitiu ter começado. Stephanie deu um soco nela em resposta, mas Likens pediu desculpas, em lágrimas, e Stephanie também começou a chorar. No entanto, quando o namorado de Stephanie, Coy Randolph Hubbard, de 15 anos de idade, ouviu o boato, ele atacou Likens brutalmente, dando-lhe um tapa, batendo sua cabeça contra a parede e jogando-a de costas no chão. Quando Gertrude descobriu, ela usou uma raquete para bater em Likens.
Em outra ocasião, Paula bateu em Likens no rosto com tanta força que quebrou seu próprio pulso, tendo concentrado seus golpes principalmente nos dentes e olhos de Likens. Mais tarde, Paula usou o gesso em seu pulso para bater ainda mais em Likens. Gertrude acusou falsamente Likens de promiscuidade e de envolvimento em prostituição, desabafando sobre a imundície da prostituição e das mulheres em geral. Gertrude mais tarde forçaria Jenny a bater na própria irmã, espancando-a se ela não obedecesse.
Coy Hubbard e vários de seus colegas de classe visitavam frequentemente a residência de Baniszewski para atormentar Likens física e verbalmente, muitas vezes colaborando com os filhos de Baniszewski e com a própria Gertrude. Com o incentivo ativo de Gertrude, essas crianças do bairro batiam rotineiramente em Likens, às vezes usando-a como boneco de treino em sessões violentas de judô, lacerando seu corpo, queimando sua pele com cigarros acesos mais de 100 vezes e ferindo gravemente seus órgãos genitais. Para entreter Gertrude e seus cúmplices adolescentes, Likens era forçada a se despir na sala de estar da família e se penetrar com uma garrafa de vidro de Pepsi na presença de todos, com Gertrude afirmando aos presentes que esse ato de humilhação era para Sylvia "provar a Jenny que tipo de garota você é".
Gertrude acabou proibindo Likens de frequentar a escola depois que ela confessou ter roubado um traje de ginástica porque Gertrude se recusou a comprar as roupas para ela. Por este ato de roubo, Gertrude chicoteou Likens com um cinto policial de 7,6 cm. Gertrude então mudou sua conversa para os "males" do sexo antes do casamento antes de chutar Likens repetidamente nos genitais enquanto Stephanie se reunia em defesa de Likens, gritando: "Ela não fez nada!" Gertrude então queimou as pontas dos dedos de Likens com fósforos antes de chicoteá-la novamente. Poucos dias depois, Gertrude chicoteou Jenny repetidamente com o cinto da polícia depois que ela supostamente roubou um único tênis da escola para calçar em seu pé saudável.

### Turbulência
As irmãs Likens tinham medo de notificar os familiares ou os adultos da escola sobre o crescente tumulto doméstico, pois ambas temiam que isso só piorasse a situação. Jenny, em particular, lutou contra a vontade de notificar os membros da família, pois havia sido ameaçada por Gertrude de que ela seria abusada e torturada no mesmo grau que sua irmã se o fizesse. Jenny também foi vítima de bullying por parte de meninas do seu bairro, além de ser ocasionalmente ridicularizada ou espancada sempre que fazia alusão à situação de Sylvia.
Em julho e agosto, Lester e Elizabeth Likens ocasionalmente retornavam a Indianápolis para visitar suas filhas, sempre que sua agenda de viagens lhes dava a oportunidade. A última vez que Lester e Elizabeth visitaram suas filhas foi em 5 de outubro. Nessa ocasião, nenhuma das meninas demonstrou aos pais qualquer sinal visível de angústia pelos maus-tratos sofridos. Isso provavelmente ocorreu porque ambas estavam na presença de Gertrude e seus filhos. Quase imediatamente após Lester e Elizabeth terem deixado a casa dos Baniszewski em sua última visita, Gertrude se virou para Likens e disse: "O que você vai fazer agora, Sylvia? Agora que eles se foram?"
Em uma ocasião, em setembro, as meninas encontraram sua irmã mais velha, Dianna Shoemaker, em um parque local. Tanto Jenny quanto Sylvia informaram Dianna sobre o abuso que estavam sofrendo nas mãos de sua cuidadora, acrescentando que Sylvia estava sendo alvo específico de abuso físico e quase sempre por coisas que ela não havia dito nem feito. Nenhuma das irmãs mencionou o endereço real onde residiam e, inicialmente, Dianna acreditou que suas irmãs deviam estar exagerando suas alegações sobre o escopo de seus maus-tratos.
Várias semanas antes, Sylvia e Jenny encontraram Dianna no mesmo parque, na companhia de Marie Baniszewski, de 11 anos, e Sylvia recebeu um sanduíche para comer quando mencionou à irmã que estava com fome  Likens permaneceu em silêncio sobre o assunto, embora Marie tenha revelado o fato à sua família no final de setembro. Em resposta, Gertrude acusou Likens de gula antes que ela e Paula a sufocassem e a espancassem. O casal então submeteu Likens a um banho escaldante para "limpá-la do pecado", com Gertrude agarrando o cabelo de Likens e batendo repetidamente sua cabeça contra a banheira para reanimá-la sempre que ela desmaiava.
Pouco depois deste incidente, o pai de um rapaz da vizinhança chamado Michael John Monroe telefonou para a Arsenal Technical High School para relatar anonimamente que uma menina com feridas abertas por todo o corpo estava a viver na casa dos Baniszewski. Como Likens não frequentava a escola há vários dias, uma enfermeira da escola visitou a casa na East New York Street para investigar essas alegações. Gertrude disse à enfermeira que Likens tinha fugido de casa na semana anterior e que ela desconhecia o seu paradeiro real, acrescentando que Likens estava "fora de controle" e que as suas feridas abertas eram resultado da sua recusa em manter uma higiene pessoal decente. Gertrude afirmou ainda que Likens era uma má influência para seus próprios filhos e para sua irmã. A escola não fez mais investigações sobre o bem-estar de Likens.
Os vizinhos imediatos da família Baniszewski eram um casal de meia-idade chamado Raymond e Phyllis Vermillion. Ambos inicialmente viam Gertrude como uma cuidadora ideal para as irmãs Likens e visitaram a residência Baniszewski em duas ocasiões enquanto as meninas estavam sob os cuidados de Gertrude. Em ambas as ocasiões, no entanto, os Vermillions testemunharam Paula abusando fisicamente de Likens - que em ambas as ocasiões tinha um olho roxo - e se gabando abertamente sobre os maus-tratos que ela havia infligido à criança. Em sua segunda visita à casa dos Baniszewski, ambos observaram que Likens parecia extremamente mansa e um tanto "zumbificada". No entanto, os Vermillions nunca relataram os maus-tratos evidentes sofridos por Likens às autoridades.
Por volta de 1º de outubro, Dianna Shoemaker descobriu que suas irmãs estavam na residência de Baniszewski. Ela visitou a propriedade na tentativa de iniciar um contato regular. Gertrude, no entanto, recusou-se a permitir que Dianna entrasse na propriedade, afirmando que havia "recebido] permissão" dos pais para não permitir que nenhuma das meninas a visse. Ela então ordenou que Dianna deixasse a propriedade. Aproximadamente duas semanas depois, Dianna encontrou Jenny, por acaso, perto de casa e perguntou sobre o bem-estar de Sylvia. Ela foi informada: "Não posso lhe contar ou terei problemas."

### Escalada
Devido ao aumento da frequência e da brutalidade das torturas e maus-tratos a que Likens foi submetida, ela tornou-se gradualmente desenvolveu incontinência urinária. Ela foi impedida de usar o banheiro e foi forçada a se molhar. Como forma de punição por sua incontinência, em 6 de outubro, Gertrude jogou Likens no porão e a amarrou. Aqui, Likens era frequentemente mantida nua, raramente era alimentada e frequentemente era privada de ter acesso à água. Ocasionalmente, ela era amarrada ao corrimão da escada do porão com os pés mal tocando o chão.
Nas semanas anteriores ao confinamento de Likens no porão da família, Gertrude abusou e atormentou cada vez mais Likens. Ela ocasionalmente alegava falsamente às crianças de sua casa que eles estavam recebendo insultos diretos de Likens na esperança de que isso os levasse a menosprezá-la ou atacá-la ainda mais. Em uma ocasião, Gertrude ergueu uma faca e desafiou Likens a "lutar comigo", ao que Likens respondeu que não sabia lutar.
Tormentos físicos e mentais como esse ocasionalmente paravam quando os Baniszewskis assistiam aos seus programas de televisão favoritos. As crianças da vizinhança também eram ocasionalmente cobradas cinco centavos cada para verem a "exibição" do corpo de Likens e para a humilharem, espancarem, escaldarem, queimarem e — por fim — mutilarem. Durante o cativeiro de Likens no porão, Gertrude frequentemente, com a ajuda de seus filhos e crianças da vizinhança, continha e amordaçava Likens antes de colocá-la em uma banheira cheia de água fervente e esfregar sal em suas feridas.
Em uma ocasião, Gertrude e seu filho de doze anos, John Jr., esfregaram urina e fezes da fralda do filho de um ano de Gertrude na boca de Likens antes de lhe darem um copo meio cheio de água e declararem que a água era tudo o que ela receberia pelo resto do dia.
Em 22 de outubro, John Baniszewski Jr. atormentou Likens oferecendo-se para deixá-la comer uma tigela de sopa com os dedos e, em seguida, rapidamente retirando a tigela quando Likens — que nessa altura sofria de desnutrição extrema — tentou comer a comida. Gertrude Baniszewski acabou permitindo que Likens dormisse no andar de cima, com a condição de que ela aprendesse a não se molhar. Naquela noite, Sylvia sussurrou para Jenny que lhe desse secretamente um copo de água antes de adormecer.
Na manhã seguinte, Gertrude descobriu que Likens havia urinado em si mesma. Como punição, Likens foi forçada a inserir uma garrafa de Coca-Cola vazia na vagina na presença das crianças Baniszewski antes de Gertrude mandá-la para o porão.

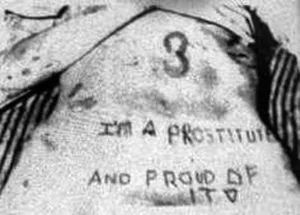
Frase marcada na barriga de Sylvia por seus torturadores

Pouco depois, Gertrude gritou para Likens retornar à cozinha, então ordenou que ela se despisse antes de proclamar a ela: "Você marcou minhas filhas; agora eu vou marcar você." Ela começou a marcar as palavras "EU SOU UMA PROSTITUTA E TENHO ORGULHO DISSO" no abdômen de Likens com uma agulha aquecida.
Quando Gertrude não conseguiu terminar a marcação, ela instruiu uma das crianças da vizinhança presentes, Richard Dean Hobbs, de 14 anos de idade, a terminar de gravar as palavras na carne de Likens enquanto ela levava Jenny a um supermercado próximo. No que Hobbs mais tarde insistiria serem gravuras "curtas e leves", ele continuou a marcar o texto no abdômen de Likens enquanto ela cerrava os dentes e gemia. Tanto Hobbs quanto Shirley Baniszewski, de 10 anos de idade, levaram Likens para o porão, onde cada um usou um parafuso de ancoragem na tentativa de queimar a letra "S" abaixo do peito esquerdo de Likens, mas erraram e a cicatriz profunda de queimadura ficou semelhante ao número 3.
Gertrude mais tarde provocou Likens alegando que ela nunca seria capaz de se casar devido às palavras marcadas em seu estômago, afirmando: "Sylvia, o que você vai fazer agora? Você não pode se casar agora. O que você vai fazer?" Chorando, Likens respondeu: "Acho que não há nada que eu possa fazer." Mais tarde naquele dia, Likens foi forçada a exibir a marcação para as crianças da vizinhança, com Gertrude alegando que a menina havia recebido a inscrição em uma festa de sexo grupal.
Naquela noite, Sylvia confidenciou à irmã: "Jenny, eu sei que você não quer que eu morra, mas eu vou morrer. Eu posso dizer isso."
No dia seguinte, Gertrude Baniszewski acordou Likens e a forçou a escrever uma carta enquanto ela ditava o conteúdo, com a intenção de enganar os pais, fazendo-os acreditar que a filha havia fugido da residência dos Baniszewski. O conteúdo desta carta tinha como objetivo incriminar um grupo de rapazes anônimos locais por abusarem e mutilarem extensivamente Likens, depois de ela ter inicialmente concordado em manter relações sexuais com eles, antes de infligirem abusos e torturas extremos ao seu corpo. Depois que Likens escreveu esta carta, Gertrude terminou de formular seu plano para que John Jr. e Jenny vendassem Sylvia, a levassem para uma área arborizada próxima conhecida como "Floresta de Jimmy" e a deixassem lá para morrer.
Depois de terminar de escrever a carta, Likens foi novamente amarrada ao corrimão da escada e lhe ofereceram biscoitos para comer, embora ela os tenha recusado, dizendo: "Dê ao cachorro, eu não quero". Em resposta, Gertrude forçou os biscoitos na boca de Likens antes que ela e John Baniszewski a espancassem, principalmente no estômago.

### 25–26 de outubro
Em 25 de outubro, Likens tentou escapar do porão depois de ouvir uma conversa entre Gertrude e John Baniszewski Jr. sobre o plano da família de abandoná-la para morrer. Ela tentou fugir pela porta da frente; no entanto, devido aos seus ferimentos graves e fraqueza geral, Gertrude a pegou antes que ela pudesse escapar da propriedade. Likens então recebeu biscoitos para comer, mas não conseguiu consumir a comida devido ao seu estado extremo de desidratação. Gertrude forçou os biscoitos a entrarem na boca antes de bater repetidamente no rosto com uma haste de cortina até que partes do instrumento ficassem dobradas em ângulos retos. Coy Hubbard então pegou a haste da cortina de Gertrude e golpeou Likens mais uma vez, deixando-a inconsciente. Gertrude então arrastou Likens para o porão.
Naquela noite, Likens tentou desesperadamente alertar os vizinhos gritando por socorro e batendo nas paredes do porão com uma pá. Uma vizinha imediata dos Baniszewskis mais tarde informaria à polícia que tinha ouvido a comoção desesperada e que havia identificado a fonte como proveniente do porão da 3850 East New York Street, mas que como o barulho havia cessado repentinamente por volta das 3h da manhã, ela decidiu não informar a polícia sobre a perturbação.

#### Morte
Na manhã de 26 de outubro, Likens não conseguia falar de forma inteligível nem coordenar corretamente os movimentos de seus membros. Gertrude levou Likens para a cozinha e, apoiando-a contra a parede, tentou alimentá-la com um donut e um copo de leite. Ela jogou Likens no chão, frustrada, quando Likens não conseguiu mover corretamente o copo de leite até os lábios. Ela foi então jogada ao porão.
Pouco tempo depois, Likens começou a delirar, gemendo e resmungando repetidamente. Quando Paula pediu que ela recitasse o alfabeto inglês, Likens não conseguiu recitar nada além das quatro primeiras letras nem se levantar do chão. Em resposta, Paula a ameaçou verbalmente para que ela se levantasse ou ela lhe daria um salto em distância. Gertrude então ordenou que Likens, que havia defecado, se limpasse.
Naquela tarde, vários outros algozes de Likens se reuniram no porão. Likens moveu os braços bruscamente em uma tentativa aparente de apontar para os rostos dos algozes que ela conseguia reconhecer, fazendo declarações como: "Você é... Ricky" e "Você é Gertie" antes de Gertrude gritar secamente: "Cale a boca! Você sabe quem eu sou!" Minutos depois, Likens tentou sem sucesso morder uma pera podre que lhe deram para comer, afirmando que podia sentir a frouxidão em seus dentes. Ao ouvir isso, Jenny respondeu: "Você não se lembra, Sylvia? Seu dente da frente foi arrancado quando você tinha sete anos." Jenny então deixou Sylvia no porão para fazer tarefas de jardinagem para os vizinhos na esperança de ganhar algum dinheiro para gastar.
Na tentativa de lavar Likens, um risonho John Baniszewski Jr. a borrifou com uma mangueira de jardim trazida para casa naquela tarde por Randy Lepper a pedido de Gertrude. Likens tentou desesperadamente sair do porão novamente, mas caiu antes de chegar às escadas. Em resposta a esse esforço, Gertrude pisou na cabeça de Likens antes de se levantar e encará-la por vários momentos. Pouco depois das 17h30, Richard Hobbs retornou à residência Baniszewski e imediatamente foi para o porão. Ele escorregou nas escadas molhadas do porão e caiu fortemente no chão do porão para ser confrontado com a visão de Stephanie chorando e abraçando o corpo emaciado e dilacerado de Likens depois que sua mãe ordenou que ela limpasse Sylvia.
Stephanie e Richard então decidiram dar um banho morno e com sabão em Likens e vesti-la com roupas novas. Eles então a deitaram em um colchão em um dos quartos enquanto Sylvia murmurava seu último desejo de que seu "papai estivesse aqui" e que Stephanie a levasse para casa. Stephanie então se virou para sua irmã mais nova, Shirley, exclamando: "Oh! Ela vai ficar bem!"
Quando Stephanie percebeu que Likens não estava respirando, ela tentou aplicar respiração boca-a-boca enquanto Gertrude gritava repetidamente para as crianças na casa que Likens estava fingindo sua morte. Likens tinha 16 anos de idade quando finalmente sucumbiu aos ferimentos das torturas repetidas que sofreu.

#### Prisões
Gertrude Baniszewski inicialmente bateu no cadáver de Likens com um livro, gritando "Falsa! Falsa!" para acordá-la. No entanto, ela logo entrou em pânico e instruiu Richard Hobbs a ligar para a polícia de um telefone público próximo. Quando a polícia chegou ao seu endereço por volta das 18h30, Gertrude conduziu os policiais até o corpo emaciado, amplamente espancado e mutilado de Likens, deitado sobre um colchão sujo no quarto antes de entregar a eles a carta que ela havia forçado Likens a escrever anteriormente. Ela também alegou que estava "cuidando" da criança por uma hora ou mais antes de sua morte, tendo aplicado álcool isopropílico nos ferimentos de Likens em uma tentativa inútil de primeiros socorros antes de morrer. Ela acrescentou que Likens havia fugido de sua casa com vários adolescentes antes de retornar para casa no início daquela tarde, com os seios nus e segurando o bilhete.
Segurando uma Bíblia,  Paula Baniszewski, tendo declarado a todos os presentes na casa que a morte de Likens "estava destinada a acontecer", então olhou na direção de Jenny e calmamente declarou: "Se você quiser viver conosco, Jenny, nós a trataremos como nossa própria irmã."
Conforme instruída anteriormente por Gertrude, Jenny Likens repetiu a versão ensaiada dos eventos que levaram à morte de Likens para a polícia, antes de sussurrar aos policiais: "Tirem-me daqui e eu conto-lhes tudo."
A declaração formal fornecida por Jenny Likens levou os policiais a prender Gertrude, Paula, Stephanie e John Baniszewski Jr. por suspeita do assassinato de Likens poucas horas após a descoberta de seu corpo. No mesmo dia, Coy Hubbard e Richard Hobbs também foram presos e acusados dos mesmos crimes. Os três filhos mais velhos dos Baniszewski, além de Coy Hubbard, foram colocados sob custódia de um centro de detenção juvenil próximo; os filhos mais novos dos Baniszewski e Richard Hobbs foram detidos na Casa dos Guardiões das Crianças de Indianápolis. Todos foram detidos sem fiança, aguardando julgamento.

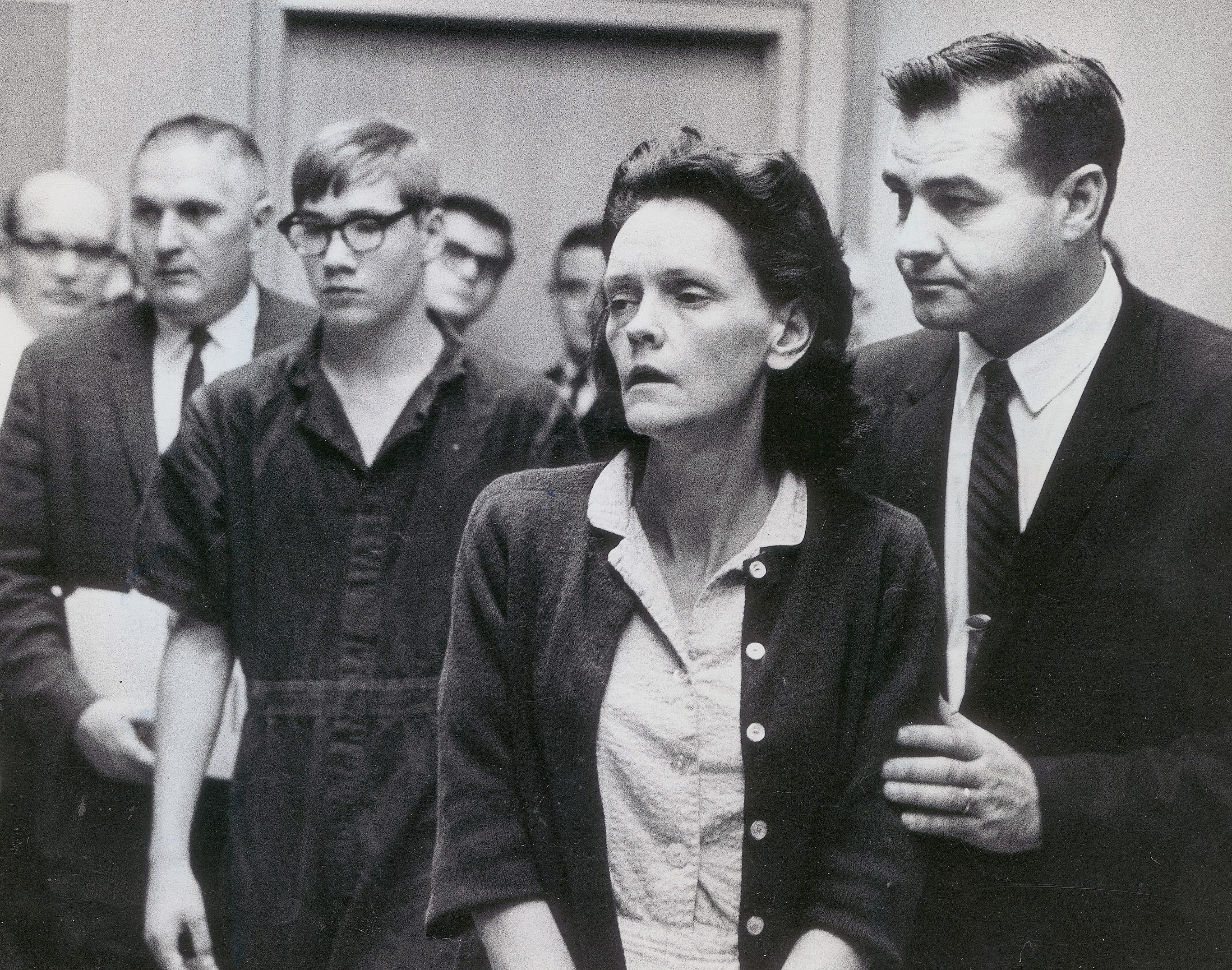
Richard Hobbs e Gertrude Baniszewski em uma audiência perante o juiz do Condado de Marion, Harry Zaklan, 1º de novembro de 1965. Ambos foram formalmente acusados de assassinato nesta data.

Inicialmente, Gertrude negou qualquer envolvimento na morte de Likens, embora em 27 de outubro ela tenha confessado saber que "as crianças", particularmente sua filha Paula e Coy Hubbard, abusaram física e emocionalmente de Likens, afirmando: "Paula causou a maior parte dos danos" e "Coy Hubbard deu muitas surras". Gertrude admitiu ainda ter forçado a menina a dormir no porão em aproximadamente três ocasiões em que ela molhou a cama. Ela tornou-se evasiva quando um oficial afirmou que as razões prováveis pelas quais Likens se tornou incontinente eram seu sofrimento mental e lesões nos rins.
Sem qualquer remorso, Paula assinou uma declaração admitindo ter espancado Likens repetidamente nas costas com o cinto de polícia de sua mãe, uma vez quebrando o pulso no queixo de Likens e infligindo outros atos de brutalidade, incluindo empurrá-la escada abaixo para o porão "duas ou três vezes" e infligindo-lhe um olho roxo. John Jr. admitiu ter "dado uma palmada" em Sylvia em uma ocasião, acrescentando que "na maioria das vezes, eu usava meus punhos" para abusar dela. Ele admitiu ter queimado Sylvia com fósforos em várias ocasiões, acrescentando que sua mãe havia queimado a criança repetidamente com cigarros.
Cinco outras crianças do bairro que participaram do abuso de Likens — Michael Monroe, Randy Lepper, Darlene McGuire, Judy Duke e Anna Siscoe — também foram presas em 29 de outubro. Todos foram acusados de causar danos pessoais e cada um foi posteriormente liberado sob custódia dos pais, sob intimação para comparecer como testemunhas no julgamento que se aproximava.

## Autópsia
A autópsia do corpo de Likens revelou que ela sofreu mais de 150 ferimentos separados em todo o corpo, além de estar extremamente desnutrida no momento de sua morte. As feridas em si variavam em localização, natureza, gravidade e estágio de cicatrização. Seus ferimentos incluíam queimaduras, hematomas graves e danos extensos nos músculos e nervos. Sua cavidade vaginal estava quase inchada e fechada. Além disso, todas as unhas de Likens estavam quebradas para trás e a maioria das camadas externas de pele do rosto, seios, pescoço e joelho direito da criança estavam descascadas ou cederam. Em sua agonia, Likens evidentemente mordeu os lábios, cortando parcialmente partes deles do rosto.
A causa oficial da morte de Likens foi listada pelo legista Dr. Arthur Kebel como um hematoma subdural devido a um golpe forte na têmpora direita. Tanto o choque circulatório que ela sofreu principalmente devido aos danos graves e prolongados infligidos à sua pele e tecidos subcutâneos, quanto a desnutrição grave, foram listados como fatores que contribuíram para sua morte. O rigor mortis já estava totalmente desenvolvido no momento da descoberta do seu corpo, indicando que Likens pode ter morrido até oito horas antes de ser encontrada, embora o Dr. Kebel tenha notado que Likens havia sido banhada recentemente - possivelmente após a morte - e que esse ato poderia ter acelerado a perda de temperatura corporal e, assim, acelerado o início do rigor mortis.

## Funeral
O funeral de Sylvia Likens foi realizado na Russell & Hitch Funeral Home na cidade de Lebanon na tarde de 29 de outubro. O culto foi oficiado pelo reverendo Louis Gibson, com mais de 100 presentes. O caixão cinza de Likens permaneceu aberto durante toda a cerimônia, com um retrato dela tirado antes de julho de 1965 adornando seu caixão.
Em seu elogio fúnebre, o reverendo Gibson declarou: "Todos nós temos nosso tempo (de passagem), mas não sofreremos como nossa irmãzinha sofreu durante os últimos dias de sua vida." O reverendo Gibson então caminhou em direção ao caixão de Likens antes de acrescentar: "Ela foi para a eternidade."
Após o funeral, o caixão de Likens foi colocado pelos carregadores em um carro funerário e levado ao Cemitério Oak Hill para ser enterrado. Este carro funerário foi um dos 14 veículos que seguiram em procissão até o cemitério para o enterro de Likens.

## Acusações
Em 30 de dezembro de 1965, o grande júri do Condado de Marion apresentou acusações de homicídio de primeiro grau contra Gertrude Baniszewski e dois de seus três filhos mais velhos, Paula e John Baniszewski Jr. Também foram indiciados Richard Hobbs e Coy Hubbard. Todos foram acusados de terem repetidamente golpeado, espancado, chutado e de outra forma infligido um culminar de ferimentos fatais a Sylvia Likens com malícia premeditada.
Três semanas antes da apresentação das acusações contra os cinco réus, Stephanie Baniszewski foi libertada da custódia mediante um mandado de habeas corpus, com seu advogado alegando com sucesso que não haviam evidências suficientes para sustentar quaisquer acusações de assassinato ou culminação de ferimentos fatais contra ela. Stephanie renunciou à sua imunidade de qualquer potencial processo iminente ao mesmo tempo que concordou em testemunhar contra a sua família e quaisquer outros indivíduos acusados de abusar e assassinar Likens.
Em uma audiência formal pré-julgamento realizada em 16 de março de 1966, vários psiquiatras testemunharam perante o juiz Saul Isaac Rabb sobre suas conclusões a respeito das avaliações psiquiátricas que haviam conduzido em três indivíduos indiciados pelo assassinato de Likens. Esses especialistas testemunharam que todos os três eram mentalmente competentes para serem julgados.

## Julgamento
O julgamento de Gertrude Baniszewski, seus filhos Paula e John, Richard Hobbs e Coy Hubbard começou em 18 de abril de 1966. Todos foram julgados juntos pelo juiz Rabb no Edifício da Cidade e do Condado de Indianápolis.
A seleção inicial do júri começou nesta data e continuou por vários dias. A acusação era composta por Leroy K. New e Marjorie Wessner, que anunciaram sua intenção de pedir a pena de morte para todos os cinco réus em 16 de abril. Eles também argumentaram com sucesso perante o juiz Rabb que todos os réus deveriam ser julgados em conjunto, uma vez que foram acusados de agir "em conjunto" nos seus crimes coletivos contra Likens e que, como tal, se cada um fosse julgado separadamente, nem o juiz nem o júri poderiam ouvir testemunhos relativos a um "quadro total" da acumulação de delitos cometidos.
Cada jurado em potencial foi questionado pelos advogados de acusação e defesa em relação às suas opiniões sobre a pena de morte ser uma pena justa para homicídio de primeiro grau e se uma mãe era realmente responsável pelo "comportamento dos seus filhos". Os jurados que expressaram qualquer oposição à pena de morte foram dispensados do seu dever por Leroy New; qualquer um que trabalhasse com crianças, expressasse preconceito contra uma defesa de insanidade ou repulsa em relação à natureza horrível real da morte de Likens foi dispensado pelos advogados de defesa.
Gertrude Baniszewski foi defendida por William Erbecker; sua filha Paula foi defendida por George Rice. Richard Hobbs foi defendido por James G. Nedder; John Baniszewski Jr. e Coy Hubbard foram defendidos por Forrest Bowman. Os advogados de Richard Hobbs, Coy Hubbard, Paula e John Baniszewski Jr. alegaram que seus clientes foram pressionados a participar do tormento, abuso e tortura de Likens por Gertrude Baniszewski. A própria Gertrude declarou-se inocente por insanidade.

### Testemunho
Uma das primeiras testemunhas a depor em nome da acusação foi o legista adjunto Charles Ellis, que testemunhou em 29 de abril sobre a dor intensa que Likens sofreu, afirmando que suas unhas estavam quebradas para trás, vários cortes profundos e perfurações cobriam grande parte de seu corpo e que seus lábios estavam "essencialmente em pedaços" devido a ela tê-los mordido e mastigado repetidamente. Ellis testemunhou ainda que Likens estava em estado de choque agudo entre dois e três dias antes de sua morte para oferecer muita resistência a qualquer forma de tratamento submetido em suas horas finais. Embora ele tenha enfatizado que, além do extenso inchaço dentro e ao redor de seus órgãos genitais, o corpo de Likens não apresentava nenhuma evidência de abuso sexual direto.
Nos dias 2 e 3 de maio, Jenny Likens testemunhou contra todos os cinco réus, afirmando que cada um deles havia abusado repetida e extensivamente, tanto física quanto emocionalmente, de sua irmã, acrescentando que Likens não havia feito nada para provocar as agressões e que não havia verdade nem nos rumores que ela havia sido falsamente acusada de espalhar nem nas calúnias que cada um havia feito contra o caráter de Likens. Durante seu depoimento, Jenny declarou que o abuso que sua irmã e, em um grau muito menor, ela mesma sofreram começou aproximadamente duas semanas depois que elas começaram a viver na casa dos Baniszewski e que, à medida que o abuso que sua irmã foi forçada a suportar aumentava, Likens ocasionalmente não conseguia produzir lágrimas devido ao seu estado agudo de desidratação. Jenny desatou a chorar ao recordar como, poucos dias antes de Likens morrer, ela lhe disse: "Jenny, eu sei que não queres que eu morra, mas eu vou morrer. Eu posso dizer!"
Trechos do depoimento de Jenny Likens foram posteriormente corroborados pelo de Randy Lepper, que afirmou ter visto Likens chorando uma vez, mas que ela não derramou nenhuma lágrima. Lepper também testemunhou ter testemunhado Stephanie bater em Likens "com muita força" depois que sua mãe ordenou que ela tirasse a roupa na presença dela. Ele então sorriu visivelmente ao confessar ter batido Likens em algo entre 10 e 40 ocasiões distintas.
Em 10 de maio, um ministro batista chamado Roy Julian testemunhou que sabia que uma adolescente estava sendo abusada na casa dos Baniszewski, embora não tenha relatado essa informação às autoridades, pois, tendo sido informado por Gertrude que Likens havia "feito avanços a homens por dinheiro", ele acreditava que a garota estava sendo punida por isto. No mesmo dia, Judy Duke, de 13 anos de idade, também testemunhou, admitindo ter visto Likens uma vez suportar que lhe esfregassem sal nas feridas das pernas até ela gritar. Duke também testemunhou sobre uma ocasião em que testemunhou Shirley Baniszewski, de 10 anos de idade, rasgar a blusa de Likens, ao que Richard Hobbs fez o comentário casual: "Todo mundo está se divertindo com Sylvia".
No dia seguinte, Gertrude Baniszewski testemunhou em sua própria defesa. Ela negou qualquer responsabilidade pelo abuso prolongado, tormento e morte de Likens, alegando que seus filhos e outras crianças da vizinhança devem ter cometido os atos dentro de sua casa, que ela descreveu como "um hospício". Ela também acrescentou que estava muito preocupada com sua própria saúde precária e depressão para controlar seus filhos.
Em resposta ao questionamento sobre se ela havia abusado fisicamente das irmãs Likens, Gertrude alegou que, embora tivesse "começado a bater" em Likens em uma ocasião, ela era emocionalmente incapaz de terminar de fazê-lo e não havia batido na criança em nenhuma outra ocasião. Ela negou qualquer conhecimento de que Likens já tivesse sofrido qualquer tipo de espancamento, escaldamento, marcação ou queimadura dentro de sua casa.
Dois dias depois, Richard Hobbs testemunhou em sua própria defesa, descrevendo como Gertrude chamou Likens para a cozinha em 23 de outubro e disse a ela: "Você marcou meus filhos, então agora eu vou marcar você". Hobbs testemunhou que Gertrude começou a gravar o insulto no abdômen de Likens antes de pedir que ele terminasse a tarefa. Embora Hobbs tenha testemunhado que esse ato de marcação trouxe sangue à superfície da carne de Likens e que ela implorou para que ele parasse, ele permaneceu inflexível de que a parte da marcação que ele infligiu foi leve. Hobbs testemunhou ainda que inicialmente acreditou que Likens não estaria na casa dos Baniszewski em 26 de outubro, pois Gertrude o havia informado que pretendia "se livrar" de Sylvia no dia anterior. Ele afirmou ainda que, após a morte de Likens, ele simplesmente voltou para casa para assistir "ao resto do The Lloyd Thaxton Show".
Quando Marie Baniszewski foi chamada ao banco dos réus como testemunha de defesa, ela desabou e admitiu que havia aquecido a agulha que Hobbs havia usado para marcar o abdômen de Likens. Marie também testemunhou sobre a indiferença de sua mãe em relação à angústia evidente de Likens em relação ao abuso físico e mental que ela vinha sofrendo cada vez mais, com o pleno conhecimento de sua mãe, afirmando que em uma ocasião, Gertrude sentou-se em uma cadeira e fez crochê enquanto observava uma garota da vizinhança chamada Anna Siscoe atacar Likens. Marie acrescentou que, embora todos os cinco réus tivessem atormentado Likens física e mentalmente, ela testemunhou com mais frequência a sua mãe e a sua irmã a cometerem estes atos antes de a sua mãe ter forçado Likens a viver no porão, onde o abuso se agravou ainda mais e ela acabou por morrer. Outra testemunha que depôs em nome da promotoria, Grace Sargent, declarou que se sentou perto de Paula em um ônibus da igreja e a ouviu se gabando abertamente de ter quebrado o próprio pulso devido à gravidade da surra que ela havia infligido no rosto de Likens em 1º de agosto. Sargent testemunhou que Paula terminou sua ostentação dizendo: "Eu tentei matá-la!"
Em 16 de maio, um médico nomeado pelo tribunal chamado Dwight Schuster testemunhou em nome da promotoria. Quando questionado por Leroy New sobre as entrevistas e avaliações exaustivas que ele havia conduzido com Gertrude, Schuster afirmou que ela havia sido evasiva e pouco cooperativa. Schuster testemunhou sobre sua crença de que Gertrude era sã e tinha total controle de suas ações, acrescentando que ela era sã em outubro de 1965 e permanecia sã até então. O Dr. Schuster foi submetido a mais de duas horas de intenso interrogatório pelo advogado de Gertrude, William Erbecker, embora ele permanecesse firme em afirmar que Gertrude não era e nunca tinha sido psicótica.

## Argumentos finais
A vice-promotora Marjorie Wessner apresentou o argumento final do estado perante o júri em nome da promotoria. Como cada réu, exceto Richard Hobbs, permaneceu impassível, Wessner relatou os maus-tratos contínuos que Likens sofreu antes de sua morte, enfatizando que em nenhum momento Likens provocou qualquer um dos réus ou recebeu qualquer cuidado médico além de ocasionalmente ter margarina esfregada em áreas escaldadas de seu rosto e corpo. Referindo-se a formas e meios específicos de abuso e negligência nas mãos dos réus e à sua falha coletiva em ajudar Likens ou impedir uns aos outros de maltratá-la, Wessner descreveu o abuso de Likens como "de revirar o estômago" e comparou o tratamento que recebeu nas mãos de todos os cinco réus como sendo equivalente em severidade ao cometido contra prisioneiros em campos de concentração nazistas.
Em referência à natureza premeditada da morte de Likens, Wessner chamou a atenção do júri para as notas que Gertrude forçou Likens a escrever em 24 de outubro, afirmando: "[Gertrude] sabia em [24 de outubro] que iria guardar essas notas até que ela e o resto dos réus tivessem completado o assassinato de Sylvia". Segurando no alto um retrato de Likens tirado antes de julho de 1965, Wessner acrescentou: "Gostaria que ela estivesse aqui hoje, com olhos como nesta foto — cheios de esperança e expectativa".

### Defesa
William Erbecker foi o primeiro advogado de defesa a apresentar seu argumento final perante o júri; ele tentou retratar sua cliente como sendo louca e, portanto, incapaz de apreciar a gravidade ou criminalidade de suas ações, afirmando: "Eu a condeno por ser uma assassina, é o que eu faço, mas eu digo que ela não é responsável, porque ela não está aqui!" Erbecker então deu um tapinha na cabeça para enfatizar sua referência ao estado de espírito dela, antes de acrescentar: "Se essa mulher é sã, coloque-a [na cadeira elétrica]. Ela cometeu atos de degradação que você não cometeria com um cachorro... Ela tem que ser louca, ou ela não teria permitido isso. Você terá que viver com sua consciência pelo resto da vida se você enviar uma mulher louca para a cadeira elétrica." Segurando no alto uma fotografia da autópsia de Likens, Erbecker instruiu o júri a "olhar para esta prova", acrescentando: "Olhe para os lábios daquela garota! Quão sádica uma pessoa pode ser? A mulher [Gertrude] é completamente louca!" Erbecker referiu-se então ao testemunho anterior de um psiquiatra que questionou a sanidade de Gertrude antes de concluir o seu argumento.
Forrest Bowman iniciou seu argumento final de forma abertamente crítica ao atacar a decisão da promotoria de buscar a pena de morte para menores, afirmando: "Gostaria de ter uma hora do tempo [do júri] para explicar por que jovens de 16 e 13 anos de idade não devem ser condenados à morte". Abstendo-se de reconhecer o catálogo de atrocidades que cada um infligiu a Likens, Bowman enfatizou repetidamente a idade de seus clientes, afirmando que cada um era culpado apenas de agressão e espancamento antes de buscar um veredito de inocência para cada jovem.
George Rice iniciou seu argumento final condenando o fato de Paula e os outros réus terem sido julgados em conjunto. Ignorando os vários depoimentos prestados no julgamento descrevendo Paula e sua mãe como as participantes mais entusiasmadas do abuso físico de Likens, Rice alegou que as evidências apresentadas contra sua cliente não equivaliam à sua real culpa pelo assassinato. Ele então encerrou seu argumento final com um apelo para que o júri retornasse com um veredito de inocência para uma garota que havia "passado pela indignidade de ser julgada em um tribunal aberto".
James Nedder começou seu argumento final em defesa de Richard Hobbs referindo-se à perda de Likens, afirmando: "Ela tinha o direito de viver. Em meu próprio coração, não consigo me lembrar de uma garota contra quem tantos pecados e abusos foram cometidos." Ele então se referiu à coragem de Hobbs em optar por testemunhar em sua própria defesa e ao "interrogatório selvagem e implacável" ao qual ele foi submetido por Leroy New. Nedder tentou retratar seu cliente como uma personalidade do tipo seguidora que agiu sob o controle de Gertrude Baniszewski, sugerindo que se ele não tivesse marcado parte do insulto obsceno no abdômen de Likens a pedido de Gertrude, Hobbs poderia muito bem ter sido uma testemunha, em vez de Stephanie Baniszewski. Ele então se referiu à falha geral de Jenny em notificar as autoridades sobre o abuso de sua irmã até que ela já tivesse morrido, descrevendo-a como "uma irmã que conseguia mancar três milhas e meia até um parque, mas não conseguia dar dois ou três passos na New York Street para implorar por ajuda!"
Nedder encerrou seu argumento final solicitando um veredito de inocente, afirmando que Hobbs era "culpado de imaturidade e grave falta de julgamento", mas não do crime de assassinato.

### Refutação
Leroy New refutou os argumentos finais dos advogados de defesa prometendo "falar através dos lábios mutilados e retalhados de Sylvia Likens. Eu a vejo onde quer que eu olhe". Descrevendo o catálogo de maus-tratos que Likens sofreu antes de sua morte nas mãos de cada um dos réus, New abordou diretamente as críticas que havia recebido anteriormente de Forrest Bowman em seu argumento final sobre a acusação "interrogar crianças", afirmando: "O trabalho dos promotores é apresentar as evidências da melhor maneira possível. Agora, vamos analisar algumas das responsabilidades. Cada um dos cinco réus tinha, antes de tudo, a responsabilidade de deixar Sylvia Likens em paz; tínhamos a responsabilidade de trazer todas as evidências que pudéssemos encontrar que pudessem explicar esse crime."
Referindo-se aos argumentos finais sentimentais feitos por vários advogados de defesa sobre o raciocínio e a motivação para as ações de seus clientes, suas tentativas de desviar a responsabilidade para outros réus ou participantes e a falha coletiva de seus clientes em ajudar Likens ou notificar as autoridades, New acrescentou: "Tudo o que ouvimos é um apelo choroso, qualquer coisa, menos culpar a quem a culpa pertence." Ele então especulou sobre a razão pela qual Likens não tentou escapar da casa dos Baniszewski antes do abuso aumentar cada vez mais nas últimas semanas de sua vida, afirmando: "Acho que ela confiava no ser humano... Acho que ela não acreditava que essas pessoas fariam isso e continuariam a fazer."
New concluiu seu argumento final enfatizando a uníssono dos réus em seus maus-tratos coletivos a Likens, antes de pedir ao júri que rejeitasse os argumentos feitos por vários advogados de defesa sobre quem pode ter realmente infligido o "golpe fatal" na cabeça de Likens, afirmando: "Cada marca no corpo daquela garota contribuiu diretamente para sua morte, e isso foi um testemunho. O hematoma subdural foi o golpe final. Esta é a coisa mais hedionda que Indiana já viu e, espero, verá." Ao afirmar que "nenhum fragmento de evidência" havia sido produzido indicando que qualquer réu estava sofrendo de uma forma de doença mental, New novamente solicitou a pena de morte para cada réu, declarando ao júri: "A questão aqui não é sobre a cadeira elétrica, ou um hospital, mas sobre lei e ordem. Iremos fugir do caso mais diabólico que já foi levado a um tribunal ou júri? Se vocês forem abaixo da pena de morte (em seus veredictos) neste caso, vocês diminuirão o valor da vida humana em muito para cada réu. O sangue desta garota estará para sempre em suas almas."

## Penas

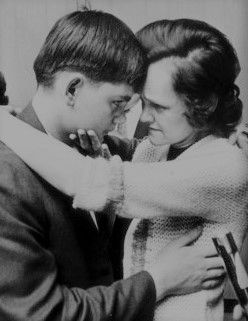
Gertrude Baniszewski e seu filho, John Baniszewski Jr., após sua condenação pelo assassinato de Likens, 19 de maio de 1966

O julgamento dos cinco réus durou 17 dias antes que o júri se retirasse para considerar seu veredito. Em 19 de maio de 1966, após deliberar durante oito horas, o painel de oito homens e quatro mulheres considerou Gertrude Baniszewski culpada de homicídio de primeiro grau, recomendando uma sentença de prisão perpétua. Paula Baniszewski foi considerada culpada de homicídio de segundo grau e Hobbs, Hubbard e John Baniszewski Jr. foram considerados culpados de homicídio culposo. Ao ouvir o juiz Rabb pronunciar os vereditos, Gertrude e seus filhos começaram a chorar e tentaram consolar um ao outro, enquanto Hobbs e Hubbard permaneceram impassíveis.
Em 25 de maio, Gertrude e Paula Baniszewski foram condenadas à prisão perpétua. No mesmo dia, Richard Hobbs, Coy Hubbard e John Baniszewski Jr. receberam cada um penas de 2 a 21 anos, a cumprir no Reformatório de Indiana.

### Novos julgamentos
Em setembro de 1970, o Supremo Tribunal de Indiana anulou as condenações de Gertrude e Paula Baniszewski com base no fato do juiz Saul Isaac Rabb ter negado repetidamente as moções apresentadas pelos seus advogados de defesa no seu julgamento original, tanto para uma mudança de local como para julgamentos separados. Esta decisão declarou ainda que as circunstâncias relativas à atmosfera prejudicial criada durante o julgamento inicial, devido à ampla publicidade da mídia em torno do caso, impediram qualquer chance de qualquer um dos apelantes receber um julgamento justo.
O par foi julgado novamente em 1971. Nesta ocasião, Paula Baniszewski optou por declarar-se culpada de homicídio voluntário em vez de enfrentar um novo julgamento; foi condenada a cumprir uma pena de prisão entre dois e vinte anos pela sua participação no abuso e morte de Likens.  Apesar de ter tentado escapar da prisão duas vezes, sem sucesso, em 1971, ela foi libertada em dezembro de 1972. Gertrude Baniszewski, no entanto, foi novamente condenada por homicídio de primeiro grau e sentenciada à prisão perpétua.
Ao longo dos 14 anos seguintes, Gertrude Baniszewski ficou conhecida como uma prisioneira modelo na Prisão Feminina de Indiana. Ela trabalhava na oficina de costura da prisão e era conhecida como uma espécie de "matriarca" pelas presidiárias mais jovens, sendo conhecida por algumas pessoas na prisão pelo apelido de "mãe". Na época da liberdade condicional definitiva de Gertrude em 1985, ela havia mudado seu nome para Nadine Van Fossan (uma combinação de seu nome do meio e nome de solteira) e se descreveu como uma cristã devota.

## Liberdade condicional
A notícia da iminente audiência de liberdade condicional de Gertrude Baniszewski criou um alvoroço em todo o estado de Indiana. Jenny Likens e outros familiares próximos de Likens protestaram veementemente contra qualquer perspectiva de sua libertação. Os membros de dois grupos anticrime também viajaram para Indiana para se opor à possível liberdade condicional de Baniszewski e apoiar publicamente a família Likens. Membros de ambos os grupos iniciaram uma campanha de piquetes nas calçadas. Ao longo de dois meses, estes grupos recolheram mais de 40 mil assinaturas de cidadãos de Indiana, incluindo de indivíduso indignados que eram muito jovens para se recordarem do caso na época. Todas as assinaturas recolhidas exigiam que Gertrude Baniszewski permanecesse encarcerada pelo resto da sua vida.
Em sua audiência de liberdade condicional, Baniszewski declarou seu desejo de que a morte de Likens pudesse "ser desfeita", embora tenha minimizado sua responsabilidade por qualquer uma de suas ações, afirmando: "Não tenho certeza de qual papel tive na [morte de Likens], porque eu estava drogada. Eu nunca a conheci realmente... Assumo total responsabilidade por tudo o que aconteceu com Sylvia." Levando em consideração a boa conduta de Gertrude na prisão, o conselho de liberdade condicional votou marginalmente a favor de conceder sua liberdade condicional. Ela foi libertada da prisão em 4 de dezembro de 1985.

## Consequências

Gertrude Baniszewski fotografada em 1986, um ano após sua libertação da Prisão Feminina de Indiana

Após sua libertação da prisão em 1985, Gertrude Baniszewski mudou-se para Iowa. Ela nunca assumiu total responsabilidade pelo tormento prolongado e pela morte de Likens, insistindo que não conseguia se lembrar precisamente de nenhuma de suas ações nos meses dos abusos ocorridos em sua casa. Ela atribuiu suas ações principalmente à medicação que lhe foi prescrita para tratar sua asma. Gertrude Baniszewski viveu em relativa obscuridade em Laurel, Iowa, até sua morte devido a câncer de pulmão em 16 de junho de 1990, aos 61 anos de idade
Em relação à morte de Gertrude Baniszewski e às questões levantadas relativas à sua sanidade em ambos os julgamentos, John Dean, um ex-repórter do The Indianapolis Star que forneceu ampla cobertura do caso, declarou em 2015: "Nunca pensei que ela fosse louca. Pensei que fosse uma mulher oprimida e má." Dean também comparou o caso ao romance de estreia de William Golding, O Senhor das Moscas (1954), embora tenha afirmado que o crescente abuso físico e emocional de Likens não foi resultado de "crianças enlouquecidas; eram crianças fazendo o que lhes era dito". Sobre o real motivo de Baniszewski para atormentar e, finalmente, assassinar Likens, o advogado Forrest Bowman opinou em 2014: "Ela teve uma vida miserável. Em última análise, eu acho que era ciúme."
Após sua liberdade condicional em 1972, Paula Baniszewski assumiu uma nova identidade. Ela trabalhou como auxiliar de um conselheiro escolar por 14 anos na Beaman-Conrad-Liscomb-Union-Whitten Community School em Conrad, Iowa, e mudou seu nome para Paula Pace e ocultou a verdade sobre seus antecedentes criminais ao se candidatar ao cargo. Ela foi demitida em 2012 quando a escola descobriu sua verdadeira identidade. Paula casou-se e teve dois filhos. A filha que ela deu à luz enquanto aguardava julgamento em 1966, e a quem deu o nome da mãe, foi posteriormente adotada.
As acusações de homicídio inicialmente apresentadas contra a segunda filha mais velha de Gertrude Baniszewski, Stephanie, de 15 anos de idade, foram finalmente retiradas depois de ela ter concordado em fazer delação premiada contra os outros réus. Embora os promotores tenham reapresentado o caso contra Stephanie perante um grande júri em 26 de maio de 1966, a decisão de processá-la posteriormente em um julgamento separado nunca se concretizou. Stephanie Baniszewski assumiu um novo nome e se tornou professora. Mais tarde, ela se casou e teve vários filhos. A última vez que se soube que Stephanie Serikstad residia na Flórida.
Quando questionada no julgamento sobre seu motivo para se tornar testemunha contra os outros réus, Stephanie declarou: "Estou aqui apenas na esperança de poder ajudar alguém!" Em resposta, o advogado de sua mãe, William Erbecker, respondeu: "Inclusive você?"
Pouco depois da prisão da mãe, o Departamento de Bem-Estar Público do Condado de Marion colocou Marie, Shirley e James Baniszewski sob os cuidados de famílias adotivas separadas. O sobrenome dos três filhos foi legalmente mudado para Blake no final da década de 1960, depois que o pai recuperou a custódia deles. Marie se casou mais tarde. Marie Shelton morreu de causas naturais em 8 de junho de 2017, aos 62 anos de idade. Dennis Lee Wright Jr. foi adotado e sua mãe adotiva o chamou de Denny Lee White. Ele morreu em 5 de fevereiro de 2012, aos 47 anos de idade.
Richard Hobbs, Coy Hubbard e John Baniszewski Jr. cumpriram menos de dois anos no Reformatório de Indiana antes de obterem liberdade condicional em 27 de fevereiro de 1968.
Richard Hobbs morreu de câncer de pulmão em 2 de janeiro de 1972, aos 21 anos — menos de quatro anos após sua libertação do Reformatório de Indiana. Nos anos seguintes, ele sofreu pelo menos um colapso nervoso.
Após sua libertação do Reformatório de Indiana em 1968, Coy Hubbard permaneceu em Indiana e nunca tentou mudar seu nome. Ao longo da sua vida adulta, Hubbard foi repetidamente preso por vários crimes, tendo sido acusado, numa ocasião, dos assassinatos de dois jovens em 1977, embora, em grande parte devido ao fato de a principal testemunha a depor no seu julgamento ter sido um conhecido criminoso condenado de Hubbard que admitiu ter estado na sua companhia na altura dos assassinatos, o que o fez ser absolvido desta acusação. Pouco depois da estreia do filme de drama policial An American Crime em janeiro de 2007, Hubbard foi demitido de seu emprego. Ele morreu de ataque cardíaco em Shelbyville, Indiana, em 23 de junho daquele ano, aos 56 anos de idade.
John Stephan Baniszewski Jr. viveu em relativa obscuridade sob o pseudônimo de John Blake. Tornou-se um ministro leigo, frequentemente realizando sessões de aconselhamento para filhos de pais divorciados. Várias décadas após a sua libertação do Reformatório de Indiana, John Baniszewski Jr. emitiu uma declaração na qual reconheceu o fato de que ele e os seus co-réus deveriam ter sido condenados a uma pena mais severa, acrescentando que os jovens criminosos não estão para além da reabilitação e descrevendo como se tinha tornado um cidadão produtivo. Ele morreu de diabetes no Hospital Geral de Lancaster em 19 de maio de 2005, aos 52 anos de idade. Antes de sua morte, ele também falou ocasionalmente em público sobre seu passado, admitindo prontamente que gostou da atenção que o assassinato de Likens trouxe sobre ele e também alegando ter "batido em Sylvia apenas uma vez".
As acusações de lesão corporal feitas contra os outros menores conhecidos por terem atormentado Likens fisicamente, mentalmente e emocionalmente (Anna Ruth Siscoe, Judy Darlene Duke, Michael John Monroe, Darlene McGuire e Randy Gordon Lepper) foram posteriormente retiradas. Siscoe morreu em 23 de outubro de 1996, aos 44 anos, já avó. Lepper — que sorria visivelmente ao testemunhar ter batido em Likens em até 40 ocasiões diferentes — morreu aos 56 anos de idade em 14 de novembro de 2010. Monroe morreu em 16 de fevereiro de 2023, aos 68 anos de idade.
Mais tarde, Jenny Likens se casou com um nativo de Indianápolis chamado Leonard Rece Wade. O casal teve dois filhos, embora ela continuasse traumatizada pelo abuso que foi forçada a assistir sua irmã sofrer. Durante o resto da sua vida, Jenny foi dependente de medicamentos para ansiedade. Ela morreu de ataque cardíaco em 23 de junho de 2004, aos 54 anos de idade, em Beech Grove, Indiana.
Quatorze anos antes de sua própria morte, Jenny Likens Wade viu o obituário de Gertrude Baniszewski em um jornal; ela recortou a seção do jornal e a enviou para sua mãe com uma nota que dizia: "Algumas boas notícias. A velha Gertrude morreu. Ha ha ha! Estou feliz com isso."
Elizabeth e Lester Likens morreram em 1998 e 2013, respectivamente. Nos anos anteriores à sua morte, Jenny Likens Wade enfatizou repetidamente que nenhuma culpa deveria ser atribuída a nenhum de seus pais por colocá-la e a Sylvia aos cuidados de Gertrude Baniszewski, pois tudo o que seus pais fizeram foi confiar ingenuamente na promessa de Gertrude de cuidar das irmãs até seu retorno a Indiana.
A casa na 3850 East New York Street, onde Likens foi torturada e assassinada, ficou vazia por muitos anos após sua morte e a prisão de seus algozes. A propriedade foi se deteriorando gradativamente. Embora tenham sido realizadas discussões sobre a possibilidade de comprar e reformar o imóvel e converter a propriedade em um abrigo para mulheres, os fundos necessários para concluir este projeto nunca foram arrecadados. A casa em si foi demolida em 23 de abril de 2009. O local é agora um estacionamento de uma igreja.

## Memoriais e legado
Em junho de 2001, um memorial de granito de 1,8 metro de altura foi formalmente dedicado à vida e ao legado de Sylvia Likens no Willard Park, Washington Street, Indianápolis. Esta dedicação contou com a presença de centenas de pessoas, incluindo membros da família Likens. O próprio memorial está inscrito com estas palavras: "Este memorial é em memória de uma criança que morreu de uma morte trágica. Como resultado, as leis mudaram e a conscientização aumentou. Este é um compromisso com nossas crianças, que o Departamento de Polícia de Indianápolis está trabalhando para tornar esta uma cidade segura para nossas crianças."
A morte de Sylvia Likens é creditada à adoção da lei de denúncia obrigatória de Indiana e a uma maior compreensão da investigação e reconhecimento de abusos. A lei estabelece que, caso um cidadão suspeite que uma criança esteja sofrendo abuso ou negligência, ele tem a obrigação legal de denunciar às autoridades.
Em 26 de outubro de 2015, vários cidadãos de Indianápolis, incluindo a irmã mais velha de Likens, Dianna Bedwell, se reuniram em Lebanon, Indiana, para homenagear Sylvia Likens, refletir sobre sua vida no quinquagésimo aniversário de sua morte e homenagear todas as crianças que perdem suas vidas por abuso infantil. Nesta homenagem, Dianna informou aos presentes que o legado de Sylvia "deve ser sempre lembrado".

### Sylvia's Child Advocacy Center
O Sylvia's Child Advocacy Center é oficialmente dedicado à memória de Sylvia Likens. Fundada em 2010 em Lebanon, Indiana, e inicialmente chamada de Boone County Child Advocacy Center, esta organização sem fins lucrativos foi renomeada em homenagem a Likens em 2016, com o diretor executivo afirmando: "A coisa mais importante que podemos fazer é dizer às crianças que estão machucadas que estamos ouvindo. Algo que ninguém fez pela jovem Sylvia. Sua família é grata, no entanto, não precisa mais ser assim... ela não morreu em vão; ela morreu uma morte horrível, mas por causa disso, esperamos que outra criança possa ser salva."
Este centro de defesa da criança foi criado com o objetivo de ajudar crianças vítimas de abuso e negligência, minimizar os efeitos traumáticos contínuos sofridos como resultado de sua provação e empreender uma "busca implacável" para prevenir o abuso infantil nos condados de Boone e Montgomery. Os profissionais do Sylvia's Child Advocacy Center trabalham em conjunto com as autoridades policiais e o Departamento de Serviços Infantis local. A equipe também realiza entrevistas forenses e fornece assistência com procedimentos legais, bem como encaminhamentos para saúde mental e médica.

## Mídia

### Cinema
- O filme An American Crime de 2007 é baseado diretamente na vida e no assassinato de Sylvia Likens. Dirigido pelo nativo de Indiana Tommy O'Haver e distribuído pela First Look Studios, o filme escalou Elliot Page como Sylvia Likens e Catherine Keener como Gertrude Baniszewski.[193]
- The Girl Next Door é vagamente baseado no assassinato de Sylvia Likens. Lançado em 2007 e estrelado por Blythe Auffarth como Meg Loughlin, baseado em Likens, e Blanche Baker como Ruth Chandler, baseado em Baniszewski, The Girl Next Door é uma adaptação de um romance de terror de 1989 escrito pelo autor Jack Ketchum.[194]

### Televisão
- O canal Investigation Discovery encomendou um documentário com foco no abuso e assassinato de Sylvia Likens como parte de sua série de documentários sobre crimes reais Deadly Women. Este documentário de 45 minutos, intitulado "Born Bad", foi transmitido pela primeira vez em 30 de novembro de 2009.[195]